# Ștefan Mardare
Ștefan Adrian Mardare (Bacău, 3 dicembre 1987) è un calciatore rumeno, difensore del Șoimul Băița.

## Palmarès
- Campionato ungherese: 1

Debrecen: 2011-2012
- Coppa d'Ungheria: 1

Debrecen: 2011-2012